# Nokia (песня)
«Nokia» — песня канадского рэпера Дрейка из его совместного студийного альбома с PartyNextDoor под названием Some Sexy Songs 4 U. Написанная Дрейком и спродюсированная Элканом, она была выпущена вместе с альбомом 14 февраля 2025 года лейблами Santa Anna Label Group, OVO Sound и Republic Records. В качестве второго сингла альбома песня появилась на радиостанциях США contemporary hit radio 11 марта 2025 года.

## Композиция
Ритм описывается как «потный басовый бит Атланты, пересыпанный броскими синтезаторами» с «андрогинным вокалом» (автор Элкан). Во второй половине песни «бит заикается и замедляется в хрустящий грув», а Дрейк читает рэп в «Whodini-типе потока».

## Отзывы
Песня получила положительные отзывы. Майкл Сапонара из Billboard назвал песню пятым лучшим треком на Some Sexy Songs 4 U. Сапонара написал, что это «электронный бэнгер, в котором девушки бегают со светящимися ожерельями», заявив при этом, что им мог бы гордиться «Daft Punk». Он также заявил, что трек «демонстрирует высшего новатора» в Дрейке. Мано Сундаресан из Pitchfork написал, что песня «сразу чувствуется, что она готова для пьяной ночи караоке», и описал её как «снисходительную, фан-сервисную запись».

## Коммерческий успех
«Nokia» стала 14-м номером один Дрейка в чарте по продажам песен в цифровом формате Digital Song Sales. В чарте 12 апреля песня Дрейка «Nokia» поднялась на 3-е место в Hot 100 и Дрейк завоевал свой рекордный 42-й хит из топ-5 (и рекордный 31-й хит из топ-3).

## Музыкальное видео
Официальный клип на песню был выпущен 31 марта 2025 года. Клип был удалён через несколько минут после загрузки на YouTube, однако вскоре был загружен заново. Видео было снято в IMAX, режиссёром выступил Тео Скудра, а в эпизодической роли снялся канадский баскетболист Шай Гилджоус-Александр. По словам Томаса Миера из Rolling Stone, клип «ностальгический», чёрно-белый и включает в себя знаменитую игру-змейку Nokia. Майкл Сапонара из Billboard написал, что Дрейк «приглашает команду девушек на празднование в стиле карнавала, а затем переключает внимание на красивых женщин, катающихся с ним на роликах».

## Чарты

### Еженедельные чарты
| Чарт (2025)                           | Высшая позиция |
| ------------------------------------- | -------------- |
| Австралия (ARIA)                      | 10             |
| Австралия Hip Hop/R&B (ARIA)          | 1              |
| Канада (Billboard Canadian Hot 100)   | 5              |
| Мир (Billboard Global 200)            | 17             |
| Исландия (Tónlistinn)                 | 17             |
| Ирландия (IRMA)                       | 23             |
| Ливан Airplay (Lebanese Top 20)       | 5              |
| Литва (AGATA)                         | 52             |
| Новая Зеландия (Recorded Music NZ)    | 8              |
| Нигерия (Turntable Top 100)           | 39             |
| Норвегия (VG-lista)                   | 82             |
| ЮАР (TOSAC)                           | 11             |
| Швеция Heatseeker (Sverigetopplistan) | 9              |
| Швейцария (Schweizer Hitparade)       | 92             |
| Великобритания (UK Singles Chart)     | 10             |
| Великобритания (UK R&B Chart)         | 1              |
| США (Billboard Hot 100) ·             | 3              |
| США (Digital Song Sales, Billboard)   | 1              |
| США (Billboard Hot R&B/Hip-Hop Songs) | 2              |
| США (Billboard Mainstream Top 40)     | 35             |
| США (Billboard Rhythmic)              | 8              |